# Hannibal Lecter
Dr. Hannibal Lecter Thomas Harris amerikai író egyik kitalált alakja, az úgynevezett Hannibal-tetralógia szereplője, aki A bárányok hallgatnak című mozifilmben Anthony Hopkins Oscar-díjas megformálásában vált széles körben ismertté. A pszichiáter alakja öt regényében jelent meg, Hollywood pedig öt filmben és egy tévésorozatban is feldolgozta alakját. A Bárányok hallgatnak első kiadásának 25. évfordulójára ismét piacra dobták a regényt, amihez Harris írt egy új előszót, és ebben végre elmesélte, ki ihlette Lectert.

## Hannibal Lecter könyvekben és képernyőn
Először a Vörös sárkány (Red Dragon, 1981) című regényben bukkan fel, ezt követi A bárányok hallgatnak (The Silence of the Lambs, 1988), a Hannibal (1999) és az előzményeket elmesélő Hannibal ébredése (Hannibal Rising, 2006).
A regények felkeltették az amerikai filmesek érdeklődését, minek eredményeként valamennyit meg is filmesítették:
- Az embervadász és A vörös sárkány 1986-ban és 2002-ben
- A bárányok hallgatnak 1991-ben
- Hannibal 2001-ben
- Hannibal ébredése 2007-ben került mozivászonra.
- Hannibal (televíziós sorozat)

A Lecter-kultusz megteremtése gyakorlatilag Jonathan Demme A bárányok hallgatnak című 1991-es adaptációjának és Anthony Hopkins alakításának köszönhető. Mégsem ő volt az, aki először eljátszhatta a pszichiáter szerepét: 1986-ban Brian Cox alakította Lectert Michael Mann Az embervadász című filmjében, amely a Vörös sárkány adaptációja volt.
Ezt követte Demme alkotása Jodie Fosterrel és Hopkinsszal. Az ekkor ötvennégy éves színész ezzel a mondhatni mellékszereppel ér révbe: az agyafúrt és perverz kulináris élvezeteknek hódoló, börtönviselt pszichopata szerepében mítoszt teremtett, egy olyan végtelenül komplex és sátáni gonoszságában is rokonszenves figurát, amely talán még Anthony Perkins Norman Bates-énél is nagyobb ovációt, tiszteletet és félelmet ébresztett a nézőkben[forrás?]. Hopkins Oscar-díjat kapott ezért a szerepért. Filmtörténeti rekord, hogy alig húszpercnyi jelenlétéért mégis Legjobb férfi főszereplő kategóriában vehette át az aranyszobrocskát.
2000-ben Ridley Scott rendezésében került a mozikba a Hannibal című film.
2002-ben Brett Ratner újraforgatta a A vörös sárkányt Edward Nortonnal, Ralph Fiennes-szal és Harvey Keitellel, amelyben Hopkinsnak ismét csak epizódszerep jut.
2003-ban az Amerikai Filmintézet (American Film Institute) felmérést végzett, amelynek során a Hopkins által megformált doktort választották minden idők legemlékezetesebb gonosztevőjének.
2007-ben került a mozikba a Peter Webber Hannibal ébredése című alkotása, amely a fiatal Lecter élettörténetét meséli el. Lectert Gaspard Ulliel alakította, Hopkins ebben a filmben már nem vállalt szerepet.
2012-ben az NBC elfogadta Bryan Fuller sorozattervét és a csatorna megrendelte a szériát. Nyáron el is kezdték az első rész forgatását és a filmsorozat 2013. április 4-től képernyőre is került az USA-ban. A Hannibal Dr. Hannibal Lecter (Mads Mikkelsen) történetét, és korai kapcsolatát meséli el a tehetséges FBI profilozóval, Will Grahammel. Az egyórás részekből álló drámasorozat Magyarországon az AXN-en látható.
A Hannibal Lecterről szóló első film alapján paródia is készült A báránysültek hallgatnak címmel, ebben az emberevő pszichiáter neve Dr. Animál Kannibál Pizza.

## Hannibal Lecter életrajza
|  | Alább a cselekmény részletei következnek! |

Dr. Hannibal Lecter különleges ember: egyrészt rendkívül intelligens, és ennek a ténynek tudatában is van, másrészt a bal kezén születésétől kezdve hat ujja van, ám később műtét segítségével eltávolíttatta a felesleges ujjat.
Lecter 1933-ban született Litvániában. Szülei a litván felső réteghez tartoztak. Édesapja gróf volt, édesanyja a milánói Visconti-családból származott.
Lecter nyolcéves volt, amikor a második világháború idején litván kollaboránsok és a Wehrmacht katonái megtámadták és elfoglalták a Lecter-várat. A család még idejében egy közeli kis vadászkunyhóba menekült. Itt dezertőrök támadtak rá a kunyhóban élő családra, Lecter szülei és rokonai pedig egy légitámadás áldozatává váltak. A dezertőrök Lectert, a húgát és egy környékbeli fiút bezárták az egyik pajtába. Amikor a hideg tél során elfogyott minden élelem, a katonák legyilkolták a gyerekeket és csak Hannibált hagyták életben. Húgát, Mischát a szeme láttára ölték és ették meg. Erre a traumára vezethető vissza Lecter későbbi vonzódása a kannibalizmushoz.
A háború végét követően Litvánia szovjet befolyás alá került, az egykori Lecter-kastélyt állami árvaházzá alakították át. Hannibal sok fájdalommal teli évet töltött itt. Ezt követően Lecter Robert nevű nagybátyjához került Párizsba. Tizenhárom éves volt, amikor elkövette első gyilkosságát: megölt egy hentest, aki megsértette a nagynénjét. A rendőrség őt is kihallgatta, mint lehetséges gyanúsítottat, sőt hazugságvizsgálatnak is alávetették. A vizsgálat során Hannibal semmilyen érzelmi reakciót nem mutatott a gyilkossággal kapcsolatban.
Nem ez volt azonban az utolsó gyilkosság, amelyet felnőtt koráig elkövetett. Az orvosi egyetem végzése alatt bejárta Európát, hogy felkutassa azokat, akik annak idején megölték a húgát. Bosszúból egytől egyig végzett mindegyikükkel.
A hetvenes években az Amerikai Egyesült Államokba költözött. Pszichiáterként kezdett dolgozni Baltimore-ban. Munkájának, esztétikai érzékének és széles műveltségének köszönhetően az elit társadalom meghatározó alakjává vált. Életvitelét úgy finanszírozta, hogy rábírta pácienseit arra, hagyják rá a vagyonukat. Azon betegeinél, akik ráhagyták minden pénzüket, idegenkezűségnek nem találták nyomát. Nem úgy, mint a doktor azon áldozatainál, akik valamivel kivívták az ellenszenvét. Dr. Lecter sosem gyilkolt meg senkit se, akit szimpatikusnak talált. Áldozatai – még életükben – felbosszantották, kivívták nemtetszését.
A Szövetségi Nyomozóiroda különleges ügynöke, Will Graham 1975-ben kísérelte meg elfogni Lectert, ám a pszichiáter megtámadta és megsebesítette egy késsel. Graham súlyos sérüléseket szenvedett és ezt követően hónapokig lábadozott.
Az ezt követő bírósági tárgyalás során felkapta az esetet a bulvársajtó és a "Hannibal the Cannibal" ("Hannibal, a Kannibál") jelzőt akasztotta Lecterre. A bíróság kilencszeres életfogytiglani börtönbüntetésre ítélte és beutalta a Baltimore State Hospital elmegyógyintézetébe, ahol sikertelenül próbálták kihallgatni.
1976-ban mellkasi fájdalmakra panaszkodott, ezért kórházba szállították. A lekötözött, ám szájpecket nem viselő Lecter az EKG-vizsgálat során megtámadta az egyik nővért és kiharapta a nyelvét. Ennek következtében szigorították a rá vonatkozó biztonsági intézkedéseket: immár nem hagyhatta el a celláját, bilincsbe verték és ráhúzták az arcára a legendássá vált bőrmaszkot, amikor a cellát takarították.
Ezután négy rendkívüli bűneset felderítésében segített a Szövetségi Nyomozóirodának, név szerint Will Grahamnek és Clarice Starlingnak, majd sikeres szökést hajtott végre az elmegyógyintézetből, melynek során megölt két rendőrt, és álcázó maszkot készített magának az egyik tiszt lenyúzott arcából.
Egy plasztikai sebészeti beavatkozást és az ujjműtétet követően Lecter az olaszországi Firenzében telepedett le dr. Fell néven, ahol múzeumi kurátorként dolgozott. Egy olasz felügyelő, Rinaldo Pazzi felismerte őt, megpróbálta elkapni, ám Lecter túljárt az eszén, és meggyilkolta. Ezután az Amerikai Egyesült Államokba menekült, ahol egyik régebbi áldozata, Mason Verger milliomos és Clarice Starling FBI-ügynök is megpróbálták elfogni. Végül Starling mentette meg Lecter életét, ám azt akció során maga is súlyosan megsebesült.
A férfi az esetet követően megpróbálta agymosásnak alávetni a nőt és elhitetni vele, hogy ő a Litvániában elhunyt húga. Ez azonban – Starling erős akaraterejének köszönhetően – nem sikerült neki teljes egészében.
1993-ban Lecter volt ápolója, Barney Matthews Argentínában figyelt fel kettejükre.

## Dr. Animál Kannibál Pizza, a paródiaváltozatban
Az áldozatait pizzába sütő őrült pszichiáter Dr. Hannibal Lecter vígjátéki megfelelője A báránysültek hallgatnak című paródiában, a figurát róla mintázták, persze humoros változatban. Animal neve egyrészt az eredeti Hannibal névre, valamint a doktor állatias kegyetlenségére utal. Filmbéli megszemélyesítője a kiváló amerikai komikus, Dom DeLuise.